# Georgina Abela
Georgina Abela (23 de abril de 1959 - ) é uma cantora e música maltesa. Ela é melhor conhecida por ter representado Malta por quatro ocasiões (até 2009) no Festival Eurovisão da Canção, seja como cantora, compositora e fazendo parte do coro. Ela é casada com outro compositor maltês Paul Abela. Ela é muito popular no seu país e tem participado em vários festivais à volta do mundo.

## Festival Eurovisão da Canção
| Ano  | Título                             | Classificação final |
| ---- | ---------------------------------- | ------------------- |
| 1991 | Could it be (intérprete)           | 6.º                 |
| 1992 | Little Child (compositora)         | 3.º                 |
| 1996 | In a Woman's Heart (coro)          | 9.º                 |
| 2001 | Another Summer Night (compositora) | 9.º                 |